# تومويوكي هيجوتشي (مؤدي صوت)
تومويوكي هيجوتشي (باليابانية: 樋口智透؛ بالكانا: ひぐち ともゆき) هو مؤدي صوت ياباني، ولد في 13 نوفمبر 1984 في سايتاما في اليابان.

## روابط خارجية
- تومويوكي هيجوتشي على موقع ANN person (الإنجليزية)